# Thérence Koudou
Thérence Ange Koudou (* 13. Dezember 2004 in Livry-Gargan) ist ein französisch-ivorischer Fußballspieler, der aktuell beim FC Pau in der Ligue 2 spielt.

## Karriere

### Verein
Koudou begann seine fußballerische Ausbildung 2010 bei der ES Goelly. Im November 2011 wechselte er zum Compans FC, wo er anderthalb Jahre gespielt hatte, ehe er zum FC Villepinte wechselte. Im Sommer 2015 heuerte er schließlich bei der US Torcy an und vier Jahre später wechselte er in die Jugendakademie von Stade Reims. Dort spielte er in der Saison 2020/21 seine ersten vier Spiele in der Championnat National U17 für die B-Junioren. In der Saison 2021/22 kam er bereits zu 18 Einsätzen für die Reservemannschaft in der National 2. Erst in der Spielzeit 2022/23 kam er schließlich zu drei A-Jugendspielen für den Verein. Dies lag daran, dass er auch in jener Spielzeit für die zweite Mannschaft auslief und zudem spät in der Saison in der Ligue 1 bei den Profis im Kader stand. Bereits im Februar 2023 unterzeichnete er bei Reims seinen ersten Profivertrag mit einer Laufzeit bis Juni 2024. Direkt am ersten Spieltag der Saison 2023/24 debütierte Koudou nach Einwechslung gegen Olympique Marseille in der Ligue 1 für die Profimannschaft. Für den Rest der Spielzeit wurde er allerdings an den Zweitligisten FC Pau verliehen. Dort war er Stammspieler auf der rechten Seite und spielte bis Mitte Januar zwölf Zweitligapartien, ehe die Leihe beendet wurde. Nach seiner Rückkehr kam er in acht weiteren Ligue-1-Partien zum Einsatz. Im Sommer 2024 wechselte Koudou fest zu FC Pau.

### Nationalmannschaft
Koudou spielte bislang bereits für diverse Juniorennationalmannschaften der FFF. Mit der U19-Mannschaft spielte er fünfmal in der EM-Qualifikation. Im Mai 2023 stand er im Kader der U20-WM 2023 und spielte dort zwei der drei Gruppenspiele bis zum Ausscheiden direkt danach.